# A' Katīgoria 1952-1953
La A' Katīgoria 1952-1953 fu la 16ª edizione del massimo campionato di calcio cipriota: l'AEL Limassol vinse il suo secondo titolo.

## Stagione

### Novità
Nessuna novità fu introdotta in questo campionato: furono confermate sia la formula che le partecipanti della precedente stagione.

### Formula
Il campionato era formato da otto squadre e non erano previste retrocessioni; furono assegnati due punti in caso di vittoria, uno in caso di pareggio e zero in caso di sconfitta.
Le squadre si incontrarono in gironi di andata e ritorno per un totale di quattordici turni.

## Squadre partecipanti
| Club                | Città     | Stadio             | Stagione precedente |
| ------------------- | --------- | ------------------ | ------------------- |
| AEL Limassol        | Limassol  | Stadio GSO         | 5º in A' Katīgoria  |
| Anorthōsis          | Famagosta | Stadio GSE         | 6º in A' Katīgoria  |
| APOEL               | Nicosia   | Stadio Vecchio GSP | 1º in A' Katīgoria  |
| AYMA Nicosia        | Nicosia   | Stadio Vecchio GSP | 7º in A' Katīgoria  |
| Çetinkaya Türk      | Nicosia   | Stadio Vecchio GSP | 3º in A' Katīgoria  |
| EPA Larnaca         | Larnaca   | Stadio Vecchio GSZ | 2º in A' Katīgoria  |
| Olympiakos Nicosia  | Nicosia   | Stadio Vecchio GSP | 8º in A' Katīgoria  |
| Pezoporikos Larnaca | Larnaca   | Stadio Vecchio GSZ | 4º in A' Katīgoria  |

## Classifica finale
|                  | Pos. | Squadra             | Pt | G  | V  | N | P  | GF | GS | DR  |
| ---------------- | ---- | ------------------- | -- | -- | -- | - | -- | -- | -- | --- |
| Cipro (bandiera) | 1.   | AEL Limassol        | 23 | 14 | 11 | 1 | 2  | 43 | 23 | +20 |
|                  | 2.   | Pezoporikos Larnaca | 21 | 14 | 9  | 3 | 2  | 33 | 16 | +17 |
|                  | 3.   | APOEL               | 17 | 14 | 6  | 5 | 3  | 33 | 25 | +8  |
|                  | 4.   | Çetinkaya Türk      | 15 | 14 | 6  | 3 | 5  | 27 | 23 | +4  |
|                  | 5.   | Anorthōsis          | 12 | 14 | 4  | 4 | 6  | 30 | 31 | -1  |
|                  | 6.   | EPA Larnaca         | 12 | 14 | 5  | 2 | 7  | 21 | 25 | -4  |
|                  | 7.   | Olympiakos Nicosia  | 8  | 14 | 3  | 2 | 9  | 20 | 40 | -20 |
|                  | 8.   | AYMA Nicosia        | 4  | 14 | 0  | 4 | 10 | 20 | 44 | -24 |

### Verdetti
- AEL Limassol campione di Cipro.